# Urnerboden
Das Hochtal Urner Boden ist die grösste Alp der Schweiz und der Kirchenweiler Urnerboden (auch «Boden» oder «Ennetmärcht» genannt) eine ganzjährig bewohnte kleine Siedlung.

## Lage und Zugehörigkeit
Der Urner Boden ist ein 8 Kilometer langes, von knapp 3000 Meter hohen Bergen eingekeiltes Hochtal östlich des Klausenpasses. Er gehört zum Kanton Uri, obwohl er geografisch jenseits der Wasserscheide auf der Glarner Seite liegt. Politisch ist es eine Exklave der Gemeinde Spiringen.

## Verkehrsanbindung

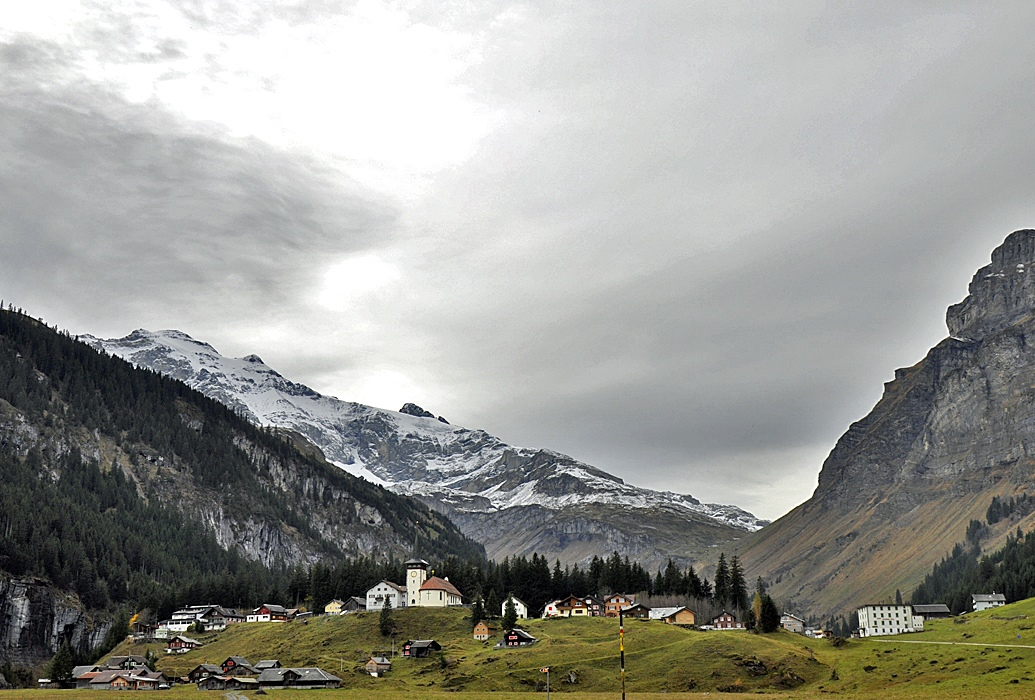
Siedlung Urnerboden

Über die Hauptstrasse 17 ist der Urner Boden nur in den Sommermonaten von Uri her über die 1900 eröffnete Klausenpassstrasse erreichbar. Im Winter ist der Klausenpass (1948 m ü. M.) nicht befahrbar. Dann ist Urnerboden nur von Linthal im Kanton Glarus her zu erreichen, falls nicht Lawinen auch diesen Weg unpassierbar gemacht haben.

## Geschichte
1315 wurde die Grenze zwischen Glarus und Uri genau abgesteckt. Damit nahmen jahrelange Streitigkeiten ein Ende, und die Ennetmärch (ennet = schweiz. für jenseits, March = schweiz. für Flurgrenze) gehörte fortan unbestritten den Urnern. Eine Sage erzählt, wie es zu dieser ungewöhnlichen Grenzziehung angeblich gekommen war.
Der Aufenthalt während des Winters war auf dem Urner Boden bis 1877 gesetzlich verboten. Heute bleiben rund 25 Bewohner während des Winters auf der Alp. 1899 erhielt das kleine Dorf eine eigene Schule, 1902 wurde sie eine ständige Kaplanei, die ab 1913 ihre Toten auf dem eigenen Friedhof begraben durfte. 1915 schliesslich erhielt Urnerboden eine eigene Kirche. 1935 lebten 250 Personen auf dem Urner Boden, 2003 waren es noch rund 40. Schule und Post wurden geschlossen.
Der Dichter Otto Ernst erzählt in seinem Gedicht «Der Grenzlauf» eine (hypothetische) Geschichte vom Streit zwischen Uri und Glarus um den Urner Boden. Die gleiche Geschichte gibt es auch als Sage.

## Wirtschaft
Die Bewohner Urnerbodens leben überwiegend von der Alp- und Landwirtschaft. Bis zu 1000 Kühe und 700 Rinder werden im Hochtal gesömmert. Während dieser Zeit werden die dortigen kleinen Käsereien zur Produktion von Alpkäse in Betrieb genommen. Auch der Tourismus ist seit der Eröffnung der Passstrasse eine wichtige Einnahmequelle; im Sommer wird die Alp rege besucht.

## Ausflüge, Sport und Kultur
Urnerboden ist ein Ausgangspunkt für Bergbesteigungen, Kletterei und Skitouren. Im Winter wird der Urner Boden zum Langlaufen genutzt. Im Winter ist er ein Eiskletterziel. Jeden zweiten Sommer findet der «Urnerbodenschwinget» statt und jeden Herbst die «Verenenchilbi». Zudem bietet der Urner Boden auch für Gleitschirmfans ein Fluggebiet.
Seit 2002 führt eine kleine Seilbahn für sechs Personen von Urnerboden auf den 2036 m ü. M. hohen Fisetenpass. Dieser ist Ausgangspunkt für zahlreiche Wanderungen und Bergtouren, z. B. auf den Gemsfairenstock, den Clariden, zum Klausenpass oder zur Claridenhütte.
Grössere nationale Bekanntheit gewann die Region 2017 als Drehort für die Schweizer Krimiserie Wilder des SRF.